# محمدعلی مختاری
محمدعلی مختاری کاپیتان یزدی تیم ملی فوتبال ساحلی ایران است که در پست مهاجم بازی می‌کند.
او با تیم فوتبال ساحلی سه بار قهرمان مسابقات جام بین قاره ای که در کشور امارات شده‌است.
مختاری به عنوان آقای گل و برترین مهاجم مسابقات قهرمانی آسیا در سال ۲۰۱۶ معرفی شده‌است.
او هم‌اکنون عضو تیم چادر ملو اردکان است و در این تیم با مهدی شیرمحمدی و عباس رضایی و مهدی میرجلیلی بازیکنان تیم ملی فوتبال ساحلی ایران نیز هم تیمی است.